# マイ・マート
株式会社マイ・マートは、兵庫県洲本市に本社を置くスーパーマーケット、外食事業の直営・フランチャイズ展開している企業。

## 概要
1991年10月に、淡路マイショップ株式会社として設立。2001年10月に、株式会社マイ・マートに商号変更。淡路島を中心に兵庫県南部で店舗を展開。
自社ブランドだけでなく、ファミリーマートなど他社ブランドも取り入れ展開している。スーパーマーケットは『マイマート』というブランドだが、社名はマイ・マートと「・」が入る。
- 店舗数
  - 物販事業（スーパーマーケット等）10店舗
    - マイマート（食品スーパーマーケット） 6店舗（三原店、北淡店、北淡ＩＣ店、岩屋店、五色都志店、五色鮎原店） 内、北淡ＩＣ店、岩屋店、五色都志店、五色鮎原店は自己破産したリベラルスーパーチェーンの店舗を継承している。
    - マイマルシェ（食品スーパーマーケット） 2店舗（洲本とれたて市場、あわ津名市場）
    - ファミリーマート 2店舗（室津PA上り店、室津PA下り店）

  - 外食事業（海鮮料理等）4店舗
    - 海鮮料理きとら 3店舗（洲本店（南あわじ市）・津名店（淡路市）・淡路夢舞台店（淡路市））
    - どさん子ラーメン 1店舗（洲本店（洲本市））
    - 旬采弁当きっこう 1店舗（洲本店（南あわじ市））